# Studenčarstvo
Studenčarstvo je bila domača obrt povezana z iskanjem vode, kopanjem vodnjakov in nameščanjem vodnih črpalk za črpanje vode iz vodnjakov. Ta obrt je bila najdlje ohranjena v severozahodnem delu Slovenije. Studenčarji (iskalci vode) so bili med prebivalstvom zelo spoštovani in cenjeni, saj je bilo njihovo delo življenjsko pomembno.

## Delo studenčarjev
Njihovo delo je bilo sestavljeno iz več delov.

### Iskanje vode
Vodo so iskali z leskovimi ali vrbovimi šibami z dvema vrhovoma, ki sta bili stari 1 leto. Drugo ime za tako šibo je bil »bajalica«. Tam kjer se je šiba upognila je bil to znak, da se pod zemljo skriva voda. To mesto so označili z lesenim klinom.

### Kopanje
Izkopavati so začeli na mestu označenim s klinom. Delo je bilo postopno. Jamo so sproti oblagali z lesom, kamenjem in kasneje z betonom. Ko so prišli do vode so postavili pleten koš, ki je deloval tudi kot filter.

### Namestitev črpalke
Ko so studenec do konca izkopali, so namestili še napravo za črpanje. Uporabljali so samotežni način pri katerih so vedro navezali na verigo. Kasneje so uporabljali
tudi lesene in litoželezne črpalke.  